# Izoleucină
Izoleucina (prescurtată Ile sau I) este un aminoacid-α, cu formula chimică HO2CCH(NH2)CH(CH3)CH2CH3.  Este un aminoacid esențial, ceea ce înseamnă că nu poate fi sintetizat de corpul uman și de aceea trebuie ingerat.  Crește rezistența organismului la efort prelungit. 
Codonii săi sunt AUU, AUC și AUA.